# Opuzen
Opuzen je město v Dubrovnicko-neretvanské župě (Chorvatsko), které leží v deltě řeky Neretvy. Podle sčítání lidu z roku 2001 zde žilo 3242 obyvatel. Město je známé jako hlavní centrum produkce mandarinek v Chorvatsku. Městem prochází železniční trať Sarajevo–Ploče a silnice D8, začíná zde také evropská silnice E73.